# KIF11
KIF11（kinesin family member 11）は有糸分裂に必要不可欠なモータータンパク質であり、ヒトではKIF11遺伝子にコードされる。KIF11はキネシンスーパーファミリーのメンバーであり、このファミリーのメンバーは細胞内の微小管に沿って移動するナノモーターである。発見当初の研究における命名である、キネシン-5（Kinesin-5）、BimC、Eg5、N-2といった名称でも知られる。  
現在、配列類似性に基づき、70種類以上の真核生物のキネシン-5タンパク質が同定されている。このタンパク質ファミリーのメンバーは紡錘体のダイナミクスさまざまな面に関与しており、有糸分裂に必要不可欠である。KIF11の機能として、染色体の配置、中心体の分離、紡錘体の双極型構造の確立などが挙げられる。ヒトのキネシン-5タンパク質（KIF11）は、有糸分裂における役割について精力的な研究がなされており、またがんの治療標的としての可能性もある。

## 機能
KIF11（キネシン-5、Eg5）は紡錘体の逆平行微小管の間を架橋し、紡錘体の双極性を維持するホモ四量体である。N末端にはモータードメイン（モーターヘッド）が位置し、ATPの加水分解と微小管への結合を担っている。キネシン-5は双極型のホモ四量体構造へと組み立てられ、逆平行方向に配置された微小管束をスライドさせて引き離すことができる。大部分の生物の有糸分裂においてこのモーターは必要不可欠であり、微小管を基盤とした紡錘体の自己組織化に関与しているが、その他の過程では細胞生存に必須ではない。またこのモーターは、成長円錐の誘導や伸長など、哺乳類の神経過程の適切な発達にも関与している可能性がある。

## 有糸分裂における機能
大部分の真核細胞においてキネシン-5は、有糸分裂前期の間に逆方向を向いた微小管対の間でクロスブリッジを形成し、複製された中心体を紡錘体形成時に引き離す役割を果たすと考えられている。その結果、双極型紡錘体構造の定常状態が確立される。
哺乳類、植物、菌類など多くの真核生物種において、有糸分裂の開始時にキネシン-5の機能を喪失させる実験が行われており、その結果として有糸分裂に壊滅的な欠陥が引き起こされることが示されている。キネシン-5のモーター機能は有糸分裂の開始時を通じて重要であり、その機能が喪失することで紡錘体極の崩壊や反転が引き起こされ、中心体の対が細胞中心に位置し、そこから微小管が放射して凝縮した染色体が周縁部に位置する状態となる。こうした影響の例外の1つは線虫Caenorhabditis elegansであり、キネシン-5が有糸分裂に絶対に必要であるわけではない。しかしながら、細胞分裂の全体的な正確性には大きな影響が生じる。
がん細胞株を用いたin vitroでの表現型スクリーニングをもとに、ヒトのキネシン-5に対する低分子阻害剤が発見されており、こうした化合物をもとに新たな抗がん薬の開発が行われているほか、微小管モータータンパク質のメカニズムを調べるためのツールとしても利用されている。こうしたアロステリック阻害剤は、紡錘体の組み立て時のキネシン-5の特定の役割を明らかにするため、そしてモータードメインの機能をより詳細に解明するために利用される。こうした研究を通じて、哺乳類細胞ではキネシン-5は前期と前中期における紡錘体組み立ての初期段階に必要であるが、後期以降の過程には必要ではないことが明らかにされている。キネシン-5阻害剤はアロステリック部位に結合することで、ATPの加水分解を微小管を動かすための機械的な力へ変換する機構を阻害することが示されており、この酵素がどのように機能しているかに関する知見が得られている。
紡錘体の自己組織化過程は微小管を構造的な要素とし、キネシン-5などの一群のモーターが微小管を動かして秩序立てることによって行われているが、そのメカニズムとして多くのモデルが提唱されている。こうしたモデルの多くでは、中期の紡錘体の定常状態に関して、紡錘体微小管内で反対方向に作用するモーター間の力の平衡による説明が試みられている。しかしながら、紡錘体の組み立てに必要な全ての構造的構成要素が知られているかについては未だ明らかではなく、またキネシン-5を含むモーター群がどのような時空間的調節を受けているのかも明らかではない。こうした理由により、これらのモデルの評価は困難なものとなっている。近年のデータでは、昆虫細胞でみられるような、マイナス端指向性とプラス端指向性の微小管スライド機構の間の「力の平衡」によるモデルは、哺乳類細胞には当てはまらないことが報告されている。紡錘体の自己組織化過程は細胞生物学における大きな未解決問題であり、この装置を構成するさまざまな微小管モーターや構造的構成要素の調節や挙動について、さらなる詳細の解明が頑健なモデルの提唱のために求められている。

## 神経における機能
キネシン-5は全ての細胞で細胞分裂時に必要とされるが、非分裂細胞の大部分では代謝に大きな役割は果たしていないようである。キネシン-5は非分裂細胞の中では神経内に最も豊富に存在し、そこでは軸索や樹状突起へ伸びる巨大な微小管束を修飾している。一例として、神経はキネシン-5をノックダウンした場合でも十分に生存可能であるが、神経の発生や形態形成に変化が生じる。発生中の神経でKIF11の薬理的阻害やsiRNAによるノックダウンを行うと、軸索はより長く、分岐が多く、収縮は少なくなり、反発物質に接触した成長円錐の反発が生じなくなる。移動中の神経細胞では、KIF11の阻害によって神経はランダムに移動するようになり、先導突起は短くなる。KIF11はKIF15やKIF23と同様に、細胞質ダイニンに対してアンタゴニスティックな力を発揮して、短い微小管が軸索に沿って双方向に移動するのを抑制する因子として機能すると考えられている。成熟した神経細胞では、KIF11は樹状突起内での短い微小管の移動を制限し、樹状突起の特徴的形状の形成に寄与している。また、KIF11はレベルは低いものの、成体の後根神経節でも発現している。KIF11は成体の神経細胞でも短い微小管の輸送を阻害する同様の作用を果たしているため、成体でのKIF11のsiRNAによるノックダウンは成体の軸索の再生を亢進するための治療ツールとなる可能性がある。
キネシン-5は成体の末梢神経系では発現しておらず、キネシン-5阻害剤による抗がん治療の第I・II相試験を受けた患者では、微小管を標的とした薬剤で一般的にみられるような、異常な末梢神経障害が観察されていないことはがん治療薬開発において特筆すべきことである。

## 機能調節
1995年に、キネシン-5はC末端テールがリン酸化による翻訳後修飾を受けることが明らかにされた。前期の序盤にこの残基がリン酸化されると、キネシン-5は紡錘体へ局在し、そこで微小管に結合する。2008年には他のリン酸化部位も同定されたが、この残基がリン酸化されているのは微小管に結合したキネシン-5の約3%である。キネシン-5のテール、ストーク、モータードメインに他のリン酸化部位やその他翻訳後修飾も同定されているが、有糸分裂時に機能を発揮するために必要であることが示されているものはない。
キネシン-5は他のタンパク質との直接的な相互作用によっても調節されている。微小管結合タンパク質TPX2は、有糸分裂時にキネシン-5と結合する。この相互作用はキネシン-5が紡錘体へ局在し、紡錘体を安定化し、紡錘体極を分離するために必要である。またキネシン-5は、ダイナクチンのサブユニットp150Gluedや、その他多くの細胞周期関連タンパク質と相互作用することがin vitroやin vivoで示されている。

## 分子機構

### ATP加水分解
キネシン-5は他のモータータンパク質と同様、水分子を用いてATPをADPと無機リン酸へ分解し、化学エネルギーを微小管上での力と運動に変換する。速度論的実験により触媒過程における中間段階がどのような速さで生じるかが明らかにされており、キネシン-5の速度論に関する最も広範な研究はヒトタンパク質を用いて行われている。X線結晶構造解析、クライオ電子顕微鏡解析、リアルタイム赤外分光法により、さまざまな触媒中間段階の構造の測定が行われている。触媒の活性部位での生化学的変化を細胞内での動きに必要な大きな運動へ変換するためには、二次構造の変化（コンフォメーション変化）が必要である。ATPの加水分解の第一段階は水分子によるATPの末端のリン酸基への攻撃であるが、この過程はどのキネシンタンパク質についてもX線結晶構造解析がなされておらず、キネシン-5で初めて明らかにされた。結晶構造では、1分子ではなく2分子の水が互いに極めて近接して存在していることが示された。この2分子の水による触媒モデルは、キネシン-5の触媒過程をリアルタイムで追跡する他の手法で確認され、また他のサブファミリーに属するキネシンタンパク質でも確認された。同様のモデルは他の多様なモータータンパク質でも提唱されており、結晶構造による実験的観察も行われている。

### 機械的性質
キネシン-5ファミリーの逆平行四量体型構成は、詳細な特性解析がなされた従来型のキネシン-1（KIF5B）など他の大部分の二量体型キネシンと根本的に異なっている。従来型キネシンは複合体の一方の端に触媒ドメイン（頭部）が位置するような形で二量体化し、微小管上でのたぐるような動き（hand-over-handモデル）によって、積み荷の長距離かつ方向性を持った輸送を促進している。キネシン-5の独特な構成は異なる細胞機能（上述した逆平行微小管のスライド）を可能にしている一方で、二量体型キネシンのためにデザインされた古典的実験によるモーターの機械的特性の研究は困難なものとなっている。もともとの実験をキネシン-5の四量体型構成の解析に適した方法に改変する、または従来型キネシンと同様の二量体を形成する、切り詰められたキネシン-5タンパク質を用いて実験を行う、といった方法でこうした障害は克服されている。
キネシン-5の運動性の解析から得られた最も際立った結果は、その速度が遅いということである。速度は50 nm/s前後であり、この値は従来型キネシン-5の約1/10である。また、キネシン-5は大きな機械的力（1分子当たり7–9 pN）を産生する。これらの値は、微小管グライディングアッセイ（microtubule gliding assay）、1分子運動アッセイ（single molecule motility assay）、光トラップアッセイという3種類の実験から得られたものである。

微小管グライディングアッセイでは、キネシンはガラス表面に接着され、その上に微小管が置かれる。モーターはガラスに接着されているため、その運動性挙動はキネシン上の微小管の動きへ変換され、その動きを観察する。こうした実験により、キネシン-5の運動性の解析が初めて行われた。さらに、まず微小管をガラス表面に接着し、その後キネシン-5と遊離微小管を溶液で添加するという改変により、キネシン-5が2本の微小管の間を架橋し、逆方向の移動を行うことが示された。この実験では、紡錘体中で逆方向を向いた微小管をスライドさせるという、有糸分裂で提唱されていた役割を実際に発揮することが示された。

キネシン-5による微小管グライディング

個々のキネシン-5分子の挙動の研究のため、微小管をガラス表面に接着し、そこへ蛍光色素が付加されたキネシン-5の希薄溶液を添加するという方法で、1分子運動性アッセイが行われた。この実験条件では、個々のキネシン-5分子が微小管上を「歩く」さまを追跡することができ、速度に関する情報だけでなく、プロセシビティ（キネシンが微小管から解離することなく複数のステップを行うこと）に関する情報も得られる。1分子運動アッセイで観察されたキネシン-5の速度は微小管グライディングアッセイで得られた値と同程度であり、モーターは弱いプロセシビティを有することが観察された。
光トラップ実験では、キネシン-5分子はビーズに接着され、ビーズはレーザー光によって一定の位置に保持される。ビーズを微小管の近くへ動かすことで、キネシンは微小管に結合してステップを開始し、ビーズを引き寄せようとする。ビーズは光トラップによって一定の位置に保持されているためにばねのように作用し、キネシンの進行に抵抗する力が発生する。この手法により、キネシンのstall force（モーターが微小管から解離する前に発揮される最大力）を測定することができる。光トラップ実験では、キネシン-5は解離前に最大7 pNの力を産生することが示されたが、解離前にキネシンの速度低下がみられないといった従来型キネシンとは異なる挙動が観察された。光トラップ実験において観察されたキネシン-5の最大力は実際には過小評価されており、理論的には最大9 pNの力を発揮できることが速度論的データの外挿から示唆されているが、その検証にはさらなる実験が必要である。

## 薬理的阻害剤
がん治療における化学療法薬として、KIF11阻害剤の開発が行われている。ヒトのキネシン-5のみを特異的に阻害する薬剤は、タキサンやビンカアルカロイドのような現在臨床使用されている微小管標的薬剤の代替となる可能性がある。キネシン-5の阻害は有糸分裂の停止をもたらし、星状体を1つしか持たない微小管が形成されてアポトーシスが引き起こされる。最初に発見されたKIF11阻害剤であるモナストロールは、細胞透過性化合物ライブラリのスクリーニングから得られた。それ以降、ヒトのキネシン-5に対してさまざまな効力を有する100種類以上のアロステリック阻害剤が同定されている。よく知られたKIF11阻害剤には次のようなものがある。
- モナストロール[22][25][72]
- S-トリチル-L-システイン（STLC）[24]
- HR22C16[73]
- CK0106023[74]

ヒトキネシン-5阻害剤の大部分は選択的薬剤であり、モータードメイン表面のα2、α3ヘリックスと柔軟なL5ループの残基によって構成される「ホットスポット」に結合する。このL5ループは、キネシン-5のオルソログや他のキネシンとの間で配列の多様性が極めて高い。ヒトキネシン-5のL5ループは阻害剤結合時にはその周囲に閉じ、阻害剤が存在しないときには開いた構造をとる。こうした構造的変化は、触媒活性部位のその他の変化と連動している。また、キネシン-5のモータードメインには他の阻害剤結合部位も同定されている。L5のポケットに結合する阻害剤の場合には、触媒活性部位からのADPの放出を遅らせることで阻害作用を示し、ATP依存的な指向性移動を阻害する。モータードメインがモノストロールによって阻害された場合には、キネシン-5にはこれまで知られていなかった拡散的な動きが生じることが示されている。
ヒトキネシン-5阻害剤で誘発される有糸分裂の停止によってアポトーシスが引き起こされることは、一部の腫瘍細胞株やヒト腫瘍異種移植モデルで示されている。こうした有望な前臨床研究をもとに、イスピネシブ（ispinesib、SB-715992）、SB-743921、MK-0731、フィラネシブ（ARRY-520）、リトロネシブ（litronesib、LY2523355）の臨床試験が開始されている。こうした第二世代のキネシン-5阻害剤はより良い成果を収めているものの、がん治療薬としての開発が完了し市販されているものは未だない。
ヒトキネシン-5のL5ポケット（L5、α2、α3）の特定の残基の役割についての研究は存在するもの、体系的な研究はまだ行われていない。こうした変異実験は、薬剤開発においてどの残基が薬理学的に重要であるかを明らかにすることを目的として行われており、その結果モナストロールやSTLCなどの阻害剤に対して耐性を示すKIF11遺伝子変異が明らかにされている。阻害剤結合ポケットのR119A、D130A、L132A、I136A、L214A、E215A変異はモナストロール耐性を付与し、R119A、D130A、L214A変異はSTLC耐性を付与する。 また、ショウジョウバエのキネシン-5を用いた機能獲得実験では、モータードメイン内のアロステリックなコミュニケーションは両阻害剤で異なることが示されている。
変異研究のもう1つの目的は、1残基の変化によってどのように薬剤耐性が生じるかを理解することである。阻害剤結合ポケット内の変化は、キネシン-5のモータードメイン中心部のβシートの構造的変化（ねじれ）と連動している。このように、L5ループはヌクレオチドの結合とβシートのねじれを直接的に制御し、隣接する微小管結合部位に影響を及ぼしている可能性がある。

## 臨床的意義
KIF11の生殖細胞系列変異は、脈絡網膜症・リンパ浮腫・知的障害を伴うもしくは伴わない小頭症（microcephaly with or without chorioretinopathy, lymphedema, or mental retardation：MCLMR）の原因となる。この症候群はさまざまな表現度の症状を伴う常染色体優性遺伝疾患であるが、孤発性疾患として発症する場合もある。軽度から重度の小頭症によって特徴づけられ、発生遅滞、眼の異常、リンパ浮腫（通常は足の甲に生じる）を伴うことが多い。患者の表現型解析（n = 87）では、患者の91%で小頭症、72%で眼の異常、67%で知的障害、47%でリンパ浮腫がみられた。無症状の保因者は稀である（87人中4人、5%）。家族歴は診断の必要条件ではなく、31%（52症例のうち16症例）は新規発症例である。遺伝性症例の全例、孤発例の50%で、KIF11の生殖細胞系列変異がMCLMRの原因である。

## 関連文献
- “All kinesin superfamily protein, KIF, genes in mouse and human”. Proc. Natl. Acad. Sci. U.S.A. 98 (13):  7004–11. (June 2001). Bibcode: 2001PNAS...98.7004M. doi:10.1073/pnas.111145398. PMC 34614. PMID 11416179.
- “Genetic variation in a haplotype block spanning IDE influences Alzheimer disease”. Hum. Mutat. 22 (5):  363–71. (November 2003). doi:10.1002/humu.10282. PMID 14517947.
- “N-CoR mediates DNA methylation-dependent repression through a methyl CpG binding protein Kaiso”. Mol. Cell 12 (3):  723–34. (September 2003). doi:10.1016/j.molcel.2003.08.008. PMID 14527417.
- “TOGp, the human homolog of XMAP215/Dis1, is required for centrosome integrity, spindle pole organization, and bipolar spindle assembly”. Mol. Biol. Cell 15 (4):  1580–90. (April 2004). doi:10.1091/mbc.E03-07-0544. PMC 379257. PMID 14718566.
- “Genetic variants in a haplotype block spanning IDE are significantly associated with plasma Abeta42 levels and risk for Alzheimer disease”. Hum. Mutat. 23 (4):  334–42. (April 2004). doi:10.1002/humu.20016. PMID 15024728.
- “Localization of the human kinesin-related gene to band 10q24 by fluorescence in situ hybridization”. Genomics 13 (4):  1371–2. (August 1992). doi:10.1016/0888-7543(92)90075-4. PMID 1505978.
- “Mechanistic analysis of the mitotic kinesin Eg5”. J. Biol. Chem. 279 (37):  38861–70. (September 2004). doi:10.1074/jbc.M404203200. PMC 1356567. PMID 15247293.
- “Monastrol inhibition of the mitotic kinesin Eg5”. J. Biol. Chem. 280 (13):  12658–67. (April 2005). doi:10.1074/jbc.M413140200. PMC 1356610. PMID 15665380.
- “Mutation screening of a haplotype block around the insulin degrading enzyme gene and association with Alzheimer's disease”. Am. J. Med. Genet. B Neuropsychiatr. Genet. 136B (1):  69–71. (July 2005). doi:10.1002/ajmg.b.30172. PMID 15858821.